# 緬濟茲德羅耶

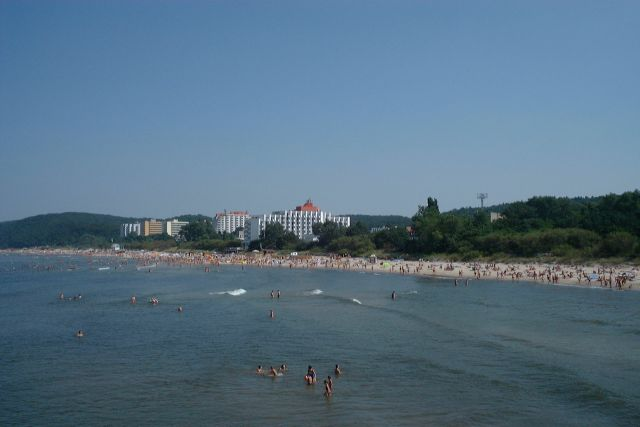

緬濟茲德羅耶或米斯德羅伊是波蘭的城鎮，位於該國西北部波羅的海沿岸，距離沃林14公里，由西波美拉尼亞省負責管轄，始建於十五世紀，面積4.51平方公里，2006年人口5,436。

## 外部連結
- Misdroy (pl) （页面存档备份，存于）

53°56′N 14°27′E / 53.933°N 14.450°E